# Turquie aux Jeux olympiques d'hiver de 1988
La Turquie participe aux Jeux olympiques d'hiver de 1988, qui ont lieu à Calgary au Canada. Ce pays, représenté par huit athlètes, prend part aux Jeux d'hiver pour la neuvième fois de son histoire. Il ne remporte pas de médaille.

## Résultats

### Ski alpin
| Athlète             | Épreuve             | Manche 1        | Manche 2        | Total           | Total           |
| Athlète             | Épreuve             | Temps           | Temps           | Temps           | Temps           |
| ------------------- | ------------------- | --------------- | --------------- | --------------- | --------------- |
| Göksay Demirhan     | Super-G hommes      |                 |                 | 2 min 02 s 22   | 47              |
| Yakup Kadri Birinci | Super-G hommes      |                 |                 | 1 min 59 s 32   | 44              |
| Resul Sare          | Super-G hommes      |                 |                 | 1 min 57 s 65   | 43              |
| Yakup Kadri Birinci | Slalom géant hommes | N'a pas terminé | N'a pas terminé | N'a pas terminé | N'a pas terminé |
| Ahmet Demir         | Slalom géant hommes | 1 min 23 s 29   | 1 min 20 s 45   | 2 min 43 s 74   | 59              |
| Resul Sare          | Slalom géant hommes | 1 min 20 s 04   | 1 min 17 s 36   | 2 min 37 s 40   | 55              |
| Göksay Demirhan     | Slalom géant hommes | 1 min 18 s 82   | 1 min 16 s 74   | 2 min 35 s 56   | 53              |
| Resul Sare          | Slalom hommes       | 1 min 14 s 78   | 1 min 01 s 81   | 2 min 16 s 59   | 33              |
| Göksay Demirhan     | Slalom hommes       | 1 min 13 s 22   | 1 min 04 s 89   | 2 min 18 s 21   | 36              |
| Ahmet Demir         | Slalom hommes       | 1 min 11 s 29   | 1 min 06 s 24   | 2 min 17 s 53   | 35              |
| Yakup Kadri Birinci | Slalom hommes       | 1 min 09 s 08   | 1 min 02 s 11   | 2 min 11 s 19   | 31              |

### Ski de fond
| Épreuve      | Athlète            | Course            | Course |
| Épreuve      | Athlète            | Temps             | Rang   |
| ------------ | ------------------ | ----------------- | ------ |
| 15 km hommes | Erhan Dursun       | 52 min 18 s 3     | 79     |
| 15 km hommes | Fikret Ören hommes | 52 min 05 s 1     | 78     |
| 15 km hommes | Abdullah Yılmaz    | 51 min 54 s 6     | 77     |
| 15 km hommes | Saim Koca          | 51 min 36 s 6     | 76     |
| 30 km hommes | Erhan Dursun       | 1 h 56 min 10 s 7 | 84     |
| 30 km hommes | Fikret Ören        | 1 h 49 min 30 s 2 | 81     |
| 30 km hommes | Abdullah Yılmaz    | 1 h 46 min 48 s 2 | 79     |
| 30 km hommes | Saim Koca          | 1 h 44 min 55 s 7 | 78     |